# Óscar Naranjo
Óscar Adolfo Naranjo Trujillo (22 de dezembro de 1956) é um político colombiano, ocupando o cargo de vice-presidente da Colômbia.
Naranjo foi Diretor-Geral da Polícia de 2007 até sua aposentadoria em 2012.  Ele também ocupou os cargos de Diretor de Inteligência Policial e foi Comandante da Polícia de Bolívar.